# Іонікос (футбольний клуб)
Іонікос, також Іонікос Нікейський (грец. Ιωνικός Νίκαιας) — професійний грецький футбольний клуб з міста Нікея, передмістя Пірея, Аттика. Заснований 1965 року. Домашній стадіон — громадський стадіон Неаполіса. Основні клубні кольори — блакитний та білий.
Із 18 сезонів в період з 1989 по 2007 роки Іонікос 16 сезонів грав у першому національному дивізіоні Альфа Етнікі. За цей час клуб виходив у фінал Кубка Греції та брав участь у Лізі Європи УЄФА.

## Історія виступів у національних лігах
- 1965—66 : Бета Етнікі 5 (1)
- 1966—67 : Бета Етнікі 5 (2)
- 1967—68 : Бета Етнікі 11 (3)
- 1968—69 : Бета Етнікі 17 (4)
- 1969—70 : Бета Етнікі 14 (5)
- 1970—71 : Бета Етнікі 5 (6)
- 1971—72 : Бета Етнікі 16 (7)
- 1972—73 : Бета Етнікі 9 (8)
- 1973—74 : Бета Етнікі 8 (9)
- 1974—75 : Бета Етнікі 9 (10)
- 1975—76 : Бета Етнікі 18 (11)
- 1976—77 : Кубок Пірея (1)
- 1977—78 : Бета Етнікі 9 (12)
- 1978—79 : Бета Етнікі 18 (13)
- 1979—80 : Кубок Пірея (2)
- 1980—81 : Кубок Пірея (3)
- 1981—82 : Кубок Пірея (4)
- 1982—83 : Бета Етнікі 15 (14)
- 1983—84 : Гамма Етнікі 3 (1)
- 1984—85 : Гамма Етнікі 2 (2)
- 1985—86 : Бета Етнікі 15 (15)
- 1986—87 : Бета Етнікі 7 (16)
- 1987—88 : Бета Етнікі 13 (17)
- 1988—89 : Бета Етнікі 3 (18)
- 1989—90 : Альфа Етнікі 14 (1)
- 1990—91 : Альфа Етнікі 16 (2)
- 1991—92 : Бета Етнікі 2 (19)
- 1992—93 : Альфа Етнікі 17 (3)
- 1993—94 : Бета Етнікі 1 (20)
- 1994—95 : Альфа Етнікі 15 (4)
- 1995—96 : Альфа Етнікі 8 (5)
- 1996—97 : Альфа Етнікі 8 (6)
- 1997—98 : Альфа Етнікі 5 (7)
- 1998—99 : Альфа Етнікі 5 (8)
- 1999—00 : Альфа Етнікі 12 (9)
- 2000—01 : Альфа Етнікі 7 (10)
- 2001—02 : Альфа Етнікі 12 (11)
- 2002—03 : Альфа Етнікі 14 (12)
- 2003—04 : Альфа Етнікі 9 (13)
- 2004—05 : Альфа Етнікі 10 (14)
- 2005—06 : Альфа Етнікі 12 (15)
- 2006—07 : Альфа Етнікі 16 (16)
- 2007—08 : Бета Етнікі 5 (21)
- 2008—09 : Бета Етнікі 4 (22)
- 2009—10 : Бета Етнікі 15 (23)
- 2010—11 : Бета Етнікі 16 (24)
- 2011—12 : Дельта Етнікі 4 (1)
- 2012—13 : Дельта Етнікі 1 (2)
- 2013—14 : Гамма Етнікі 3 (3)
- 2014—15 : Гамма Етнікі 3 (4)
- 2015—16 : Гамма Етнікі 7 (5)
- 2016—17 : Гамма Етнікі 2 (6)
- 2017—18 : Гамма Етнікі 7 (7)
- 2018—19 : Гамма Етнікі 2 (8)
- 2019—20 : Футбольна ліга 2 (25)
- 2020—21 : Суперліга2 1 (1)

## Досягнення
- Фіналіст Кубка Греції: 1999—2000
- Володар Кубка Пірея: 1977—1978
- Чемпіон Бета-Етнікі: 1993—1994
- Перший раунд Кубка УЄФА: 1999—2000

## Історія форми
| 1965 | 1978 | 1980 | 1989 | 1991 | 1993 | 1997 | 1999 |

| 2001 - 2003 | 2003 (виїзна) | 2004 | 2005 | 2007 - 2009 | 2008 (виїзна) |

## Відомі тренери
- Нікос Анастопулос
- Олег Блохін
- Яцек Гмох

## Відомі гравці
Греція
- Нікос Анастопулос
- Янніс Ксантопулос
- Нікос Циантакіс
- Петрос Міхос
- Теодорос Пахатурідіс
- Хрістос Міхаіл
- Міхаліс Зіогас
- Костас Франтзескос
- Мільтіадіс Сапаніс
- Дімосфеніс Манусакіс
- Міхаліс Влахос
- Ангелос Дігозіс

Інші Країни
- Крейг Брюстер
- Даріо Мучотріго
- Пауліно Кобаяші
- Фото Стракоша
- Арьян Бекай
- Андрій Прохоренковс
- Філіпе де Кошта
- Тоні Ліма
- Ілдефонс Ліма